# Orlando Pirates Windhuk
Orlando Pirates Sport Club w skrócie Orlando Pirates SC – namibijski klub piłkarski, grający w Namibia Premier League, mający siedzibę w mieście Windhuk, stolicy kraju. Klub został założony w 1963 roku. W swojej historii dwukrotnie wywalczył mistrzostwo kraju i trzykrotnie zdobył Puchar Namibii.

## Sukcesy
- I liga[1]:
  - mistrzostwo (2): 1990, 2008.

- Puchar Namibii[2]:
  - zwycięstwo (3): 2002, 2006, 2009.

## Stadion
Domowe mecze klub rozgrywa na stadionie o nazwie Sam Nujoma Stadium w Windhuku, który może pomieścić 12300 widzów.